# Museo etnografico de' Colucci
Il Museo etnografico de' Colucci è un museo etnografico situato a Civitella Roveto (AQ), in Abruzzo.

## Storia
Concepito come spazio didattico e centro di ricerca antropologico ed etnografico il museo de' Colucci venne inaugurato dal curatore Patrizio Colucci e dall'amministrazione comunale di Civitella Roveto nel 1982 grazie alla famiglia de' Colucci che nel corso degli anni ha raccolto e conservato i prodotti e gli attrezzi antichi del lavoro agricolo, pastorale e dell'artigianato e grazie alla disponibilità del parroco locale, Franco Geremia. 
La sede, situata nei pressi del centro storico del comune rovetano, ospita le scolaresche di Avezzano, della Marsica e dell'Abruzzo per attività di ricerca, studio e tesi di laurea.

## Descrizione
La sede del museo etnografico de' Colucci è situata in via Regina Margherita (già Rua Ritta), nei pressi del centro storico di Civitella Roveto. Espone in due stanze e lungo un ampio corridoio prodotti e arnesi antichi del mondo agricolo e pastorale come quelli necessari per l'aratura, l'erpicatura, la fienagione, la semina e la vagliatura.
Esposti anche diversi attrezzi da lavoro degli artigiani della valle Roveto come quelli utilizzati dai fabbri, dai maniscalchi, dai falegnami, dagli arrotini, dai segantini, dai pastori, dagli apicoltori e dai vinai. 
Tra i circa 700 elementi di dimensioni varie, raccolti e custoditi, figurano mortai, macine, farine ottenute dai grani antichi, pesi e misure, filarini, tomboli, stoviglie, mobilia, distillatori per rosoli, elisir e alcool, una centrale idroelettrica per abitazione degli anni venti, un basto per asino, una ventilatrice per legumi, un trinciaforaggio e una traglia senza ruote. 
Infine è esposta una carrozza "Timonella" acquistata in Germania dalla famiglia de' Colucci nei primi anni settanta.